# Helden (jeugdprogramma)
Helden is een jeugdprogramma van het productiehuis Hotel Hungaria.
De serie kreeg verschillende spin-off series na het grote succes van het originele programma. 

## Formule
De vier helden Maureen Vanherberghen, Siegfried De Doncker, Dempsey Hendrickx en Nico Vanhole gaan per aflevering enkele uitdagingen aan. Ze knutselen verschillende dingen zelf in elkaar. In 2019 kwamen er nieuwe helden het Heldenteam vervoegen: Gloria, Rob, Esohe en Wout.

## Productie
Op 20 oktober 2012 werd de eerste aflevering van Helden uitgezonden op Ketnet. Een gewone aflevering duurt 25 minuten. Na drie seizoenen van Helden startte het eerste seizoen Helden van de race. Een afgeleid programma waarbij de helden elke week een zeepkist maken. Dit doen ze in twee teams, Team Blauw en Team Rood. Op 3 februari 2016 kwam de eerste film uit. In Helden van de Zee gaan de helden weer enkele nieuwe avonturen aan. In oktober 2017 volgde een tweede langspeelfilm, Helden boven alles. In 2019 kwam een nieuw seizoen uit 'helden van de sneeuw' waarbij de oude helden: Maureen, Dempsey, Sieg en Nico strijden tegen de nieuwe helden. Er volgde daarna nog een apart seizoen met alleen de nieuwe helden later dat jaar. Er volgde ook nog een seizoen Heldentoeren in 2020 met de oude helden. In het najaar pakken ze uit met een theatershow: Helden, straffer dan ooit!

## Spin-offs
- Helden van de race (2016)
- Helden Van De Race Aan Zee (2017)
- Helden Van De Sneeuw (2019)
- Heldentoeren (2020)